# Labastide-en-Val
Labastide-en-Val è un comune francese di 88 abitanti situato nel dipartimento dell'Aude nella regione dell'Occitania.

## Società

### Evoluzione demografica
Abitanti censiti